# Битка при Кранон
Битката при Кранон (на гръцки: Κραννώνας; на старогръцки: Κραννών, Krannon) на 5 септември или през август 322 г. пр. Хр. в Тесалия е последната битка в Ламийската война след смъртта на Александър Македонски между въстаналите гръцки градове начело с Атина и Етолийския съюз с командир Антипатър, наместникът на Древна Македония. Войната завършва с победата на Древна Македония.
Генерал Кратер обединява македонските войски от 34.000 до 48.000 войници при Кранон, наблизо до Лариса и нападат 25.000 до 28.000 гърци. Гръцката кавалерия напуснала бойното поле. Двамата с Антипатър побеждават в битката. 130 македонци и 500 гърци падат убити.